# Cal Calistro
Cal Calistro és una obra d'Alcarràs (Segrià) protegida com a Bé Cultural d'Interès Local.

## Descripció
Es tracta d'una casa entre mitgeres de planta baixa i pis, en la qual es barregen tots els elements constructius populars: base de les parets de pedra, parets de terra cuita, tobes i totxo modern i coberta de teula àrab. La casa fou construïda damunt d'uns cellers excavats a la pedra.